# Sudha Singh
Sudha Singh (Hindi सुधा सिंह; * 25. Juni 1986 in Raebareli, Uttar Pradesh) ist eine indische Leichtathletin, die sich auf den Hindernislauf spezialisiert hat.

## Sportliche Laufbahn
Ihre ersten internationalen Meisterschaften waren die Asienmeisterschaften 2009 in Guangzhou, bei denen sie in ^0:^0,77 min die Silbermedaille hinter der Japanerin Yoshika Tatsumi gewann. Im Jahr darauf wurde sie bei den Commonwealth Games in Delhi Fünfte und gewann bei den Asienspielen in Guangzhou in 9:55,67 min die Goldmedaille. 2011 gewann sie bei den Asienmeisterschaften in Kōbe erneut die Silbermedaille; diesmal hinter der Japanerin Minori Hayakari. 2012 qualifizierte sie sich erstmals für die Olympischen Spiele in London, bei denen sie mit 9:48,86 min im Vorlauf ausschied. 2013 gewann sie bei den Asienmeisterschaften in Pune die Silbermedaille hinter der Bahrainerin Ruth Jebet und nahm an den Weltmeisterschaften in Moskau teil, bei denen sie sich mit 9:51,05 min aber nicht für das Finale qualifizierte.
2014 verpasste sie bei den Asienspielen im südkoreanischen Incheon als Vierte eine Medaille und konnte ihren Erfolg somit nicht wiederholen. 2015 nahm sie im Marathon an den Weltmeisterschaften in Peking teil und belegte dort den 18. Platz. 2016 nahm sie erneut an den Olympischen Spielen in Rio de Janeiro teil, qualifizierte sich aber auch diesmal nicht für das Finale. Bei den Asienmeisterschaften 2017 im heimischen Bhubaneswar gewann sie die Goldmedaille in einer Zeit von 9:59,47 min. Im Jahr darauf gewann sie bei den Asienspielen in Jakarta in 9:40,03 min die Silbermedaille hinter der Bahrainerin Winfred Mutile Yavi.
2007 und 2008 sowie 2010 und 2013 wurde Singh Indische Meisterin im Hindernislauf. Sie absolvierte ein Studium an der University of Lucknow und ist bei der Indischen Bahngesellschaft angestellt.

## Bestleistungen
- 1500 Meter: 4:34,66 min, 8. Mai 2009 in Coimbatore
- 3000 Meter: 9:51,42 min, 3. Mai 2009 in Kochi
- 5000 Meter: 17:12,15 min, 23. August 2012 in Jabalpur
- 10.000 Meter: 40:14,09 min, 4. Mai 2010 in Ranchi
- Halbmarathon: 1:11:30 h, 19. November 2017 in Neu-Delhi
- Marathon: 2:35:35 h, 30. August 2015 in Peking
- 3000 m Hindernis: 9:26,55 min, 14. Mai 2016 in Shanghai